# フェレンツィ・シャーンドル
フェレンツィ・シャーンドル（Ferenczi Sándor, 1873年7月7日 - 1933年5月22日）はハンガリーの精神分析医。
ジークムント・フロイトの門人で、初期の同僚。精神分析学派の主要な理論家である。

## 経歴
ポーランド在住のユダヤ人の両親バールーフ・フレンケル Baruch Fränkel (1830 クラクフ出身 - 1888)、ローザ・アイベンシュッツ Rosa Eibenschütz のもとアーレクサンダー・フレンケル Alexander Fränkel として生まれる。1881年（7歳か8歳）一家はハンガリー的なフェレンツィに改姓する。
彼は精神分析を通じて、患者が語る幼少期の性的虐待の体験が真実であると確信するに至った。これは、同じ家族内の別の患者からの証言によってその内容が裏付けられたことによる。この見解は、後にジークムント・フロイトとの意見の対立を招く主要な要因の一つとなった。
精神分析療法の実験を行い、またフロイトとは袂を分かち、また故国からハンガリー学派の研究者を生むことになった。実母や乳母に虐待されて育ったと言われており、そのせいかアルフレッド・アドラーとは別の意味でフロイトのエディプスコンプレックスの理論を受け入れなかった。フロイトが反対気味だった心的外傷の研究を晩年まで行っていたことで知られており、近年その実績が再評価されている。
ブダペシュト・ファルカシュレート墓地に埋葬されて居る。

## 邦訳
- 『臨床日記』森茂起訳、みすず書房、2000年、新装版 2018年、ISBN 978-4622041177
- 『精神分析への最後の貢献 - フェレンツィ後期著作集』森茂起・大塚紳一郎・長野真奈共訳、岩崎学術出版社、2007（精神分析における「積極技法」のさらなる拡張 / 強制空想について / 不快感の肯定の問題 / 積極的精神分析技法の禁忌 / 精神分析技法の柔軟性 / 家族の子どもへの適応 / 分析終結の問題 / 望まれない子どもと死の欲動 / リラクセイション原理と新カタルシス / 大人と子どもの分析 / 大人と子どもの間の言葉と混乱 / 断片と覚書 / マイケル・バリント「外傷と対象関係」）ISBN 978-4753307135

## 文献案内
Ferenczi's Turn in Psychoanalysis, Peter L. Rudnytsky, New York University Press, 2000, Paperback, 450 pages, ISBN 0814775454
Final Contributions to the Problems & Methods of Psycho-Analysis, Sandor Ferenczi, H. Karnac Books, Limited, Hardback, 1994, ISBN 1855750872.
Development of Psychoanalysis (Classics in Psychoanalysis, Monograph 4), Otto Rank and Sandor Ferenczi, International Universities Press, Inc, 1986, Hardback, ISBN 0823611973.
First Contributions to Psycho-Analysis, Sandor Ferenczi, translated by Ernest Jones, H. Karnac Books, Limited, 1994, Hardback, ISBN 1855750856.
Sandor Ferenczi: Reconsidering Active Intervention, Martin Stanton, Jason Aronson Publishers, 1991, Hardcover, 1991, ISBN 0876685696.
Thalassa: A Theory of Genitality, Sandor Ferenczi, H. Karnac Books, Limited, 1989, Paperback, ISBN 0946439613.
Legacy of Sandor Ferenczi, Edited by Adrienne Harris and Lewis Aron, Analytic Press, 1996, Hardback, ISBN 0881631493.
Triad: the physicists, the analysts, the kabbalists, Tom Keve, Rosenberger & Krausz, London, 2000, ISBN 0953621901.  (http://www.rosenbergerandkrausz.com/)